# Josef Pröll
Josef Pröll (ur. 14 września 1968 w Stockerau) – austriacki polityk, w latach 2003–2008 minister rolnictwa, od 2008 do 2011 wicekanclerz Austrii i minister finansów, a także przewodniczący Austriackiej Partii Ludowej (ÖVP).

## Życiorys
Krewny Erwina Prölla, ojciec Alexandre Prölla. W latach 1987–1993 studiował ekonomię rolnictwa na Uniwersytecie Rolniczym w Wiedniu (BOKU). Następnie do 1998 pracował w regionalnej izbie rolniczej Dolnej Austrii. Zaangażował się w działalność polityczną w ramach Austriackiej Partii Ludowej. W latach 1998–2000 był asystentem eurodeputowanej Agnes Schierhuber. Od 1998 pracował równocześnie jako referent w Österreichischer Bauernbund, organizacji rolniczej afiliowanej przy ÖVP. Od 1999 do 2000 kierował jej wiedeńskim oddziałem, a w latach 2001–2003 pełnił obowiązki dyrektora krajowych struktur tej organizacji. W międzyczasie od 2000 do 2001 zajmował stanowisko szefa gabinetu politycznego ministra rolnictwa Wilhelma Molterera.
W 2002 po raz pierwszy został posłem do Rady Narodowej. Wybierany do austriackiego parlamentu również w 2006 i 2008. 28 lutego 2003 Josef Pröll objął stanowisko ministra rolnictwa, leśnictwa, środowiska naturalnego i zasobów wodnych w gabinecie kanclerza Wolfganga Schüssela. 11 stycznia 2007 pozostał na tym stanowisku w kolejnym rządzie kierowanym przez socjaldemokratę Alfreda Gusenbauera.
29 września 2008, po największej w historii ÖVP porażce wyborczej w przedterminowych wyborach parlamentarnych, został mianowany nowym przewodniczącym Austriackiej Partii Ludowej.
8 października 2008 prezydent Heinz Fischer powierzył liderowi zwycięskiej SPÖ Wernerowi Faymannowi misję stworzenia nowego rządu. SPÖ rozpoczęła rozmowy na temat utworzenia kolejnej tzw. wielkiej koalicji z ÖVP. 23 listopada 2008 Josef Pröll oraz Werner Faymann podpisali porozumienie koalicyjne. Następnego dnia przedstawiono skład przyszłego gabinetu. Josefowi Pröllowi przypadły urzędy wicekanclerza i ministra finansów. Został zaprzysiężony na tym stanowisku 2 grudnia 2008.
W kwietniu 2011 po przebyciu ciężkiej choroby (zatorowość płucna) zrezygnował ze wszystkich stanowisk partyjnych, rządowych i parlamentarnych.
W czerwcu 2011 został dyrektorem generalnym holdingu Leipnik-Lundenburger, a we wrześniu 2012 prezesem towarzystwa naukowego Ludwig Boltzmann Gesellschaft.